# Рахманов, Корнилий Фёдорович
Корнилий Фёдорович Рахманов (14 сентября 1898, с. Безобразовка, Саратовская губерния, Российская империя — после 1946 года, СССР) — советский военачальник, Краснознамёнец (1923), полковник (1940).

## Биография
Родился 14 сентября 1898 года в селе Безобразовка, ныне несуществующее село, находившееся на территории нынешнего Симоновского муниципального образования Калининского района Саратовской области. Русский.

## Военная служба

### Первая мировая и Гражданская война
В Первую мировую войну Рахманов был мобилизован на военную службу 5 февраля 1917 года и до февраля 1918 года проходил службу в 1-м запасном кавалерийском полку в городе Сызрань. С ноября 1917 года по январе 1918 года в его составе принимал участие в подавлении антисоветского мятежа атамана А. И. Дутова в городах Орск и Оренбург.
В Гражданскую войну 7 октября 1918 года был призван в РККА и зачислен в 5-й кавалерийский полк. В январе — марте 1919 года находился на лечении по болезни в госпитале городе Пенза, а по выздоровлении направлен в город Сердобск в конный отряд уездной ЧК. В августе 1919 года отряд был переведен в город Саратов, где при переформировании он получил название «Партизанский эскадрон им. ВЦИК», а Рахманов назначен в нём помощником командира взвода. В декабре эскадрон влился в 5-й кавалерийский полк 9-й кавалерийской дивизии, формировавшейся в Саратове. В начале января 1920 года он выступил с дивизией на Южный фронт для борьбы с войсками генерала А. И. Деникина. В составе 2-го конного корпуса 10-й армии, затем 1-й Конной армии участвовал в боях в Донской области, на Северном Кавказе и Кубани. В марте 1920 года дивизия была переброшена на Юго-Западный фронт и участвовала в рейде против белополяков в районе Бердичева, Винницы. В конце мая она была расформирована, а Рахманов назначен помощником командира взвода в 61-й кавалерийский полк 11-й кавалерийской дивизии. С июля 1920 года он исполнял должность командира взвода этого полка. Участвовал с ним в боях с белополяками, прошел от Умани до Львова. В сентябре дивизия была переброшена на Южный фронт и участвовала в боях с войсками генерала П. Н. Врангеля в Северной Таврии и в Крыму, в Перекопско-Чонгарской операции. После разгрома врангелевцев в Крыму Рахманов в составе полка и дивизии сражался с вооруженными формированиями Н. И. Махно на Украине и в Белоруссии. В июне 1921 года он переведен помощником командира взвода в 63-й кавалерийский полк, одновременно проходя обучение в дивизионной школе. 20 октября 1921 глда окончил школу и был назначен командиром эскадрона в 64-й кавалерийский полк. В феврале 1922 года откомандирован в город Минск на повторные курсы комсостава. Через месяц кавалерийское отделение курсов было переведено в город Могилев. В мае 1922 года окончил их и вернулся в полк на прежнюю должность. С июня 1922 года по август 1925 года полк участвовал в боях с басмачами на Туркестанском фронте. В 1923 году за боевые отличия в этих боях комэск Рахманов был награжден орденом Красного Знамени (Приказ РВСР № 200 от 1923 г.).

### Межвоенные годы
С сентября 1925 года Рахманов — слушатель кавалерийских КУКС РККА в городе Новочеркасск, по окончании которых в октябре 1926 года вернулся в полк. В этом полку прослужил командиром эскадрона вплоть до апреля 1932 года, в период с мая 1930 года по январь 1931 года временно исполнял должность начальника полковой школы. В 1931 году вступил в ВКП(б). В апреле 1932 года переведен начальником учебного центра 12-го стрелкового корпуса ПриВО. В июле 1933 года находился в распоряжение начальника самарского Дома Красной армии в должности начальника сектора боевой подготовки. С октября 1933 года по сентябрь 1934 года был на учебе на Военно-ремонтных курсах усовершенствования начсостава, по окончании которых служил в штабе ПриВО помощником начальника 3-го отделения 4-го отдела. В ноябре 1935 года переведен на должность члена 14-й Казанской ремонтной комиссии. В июне 1940 года назначен председателем 30-й ремонтной комиссии МВО в городе Ярославль.

### Великая Отечественная война
В начале войны в прежней должности. С октября 1941 года командовал 143-м запасным стрелковым полком Северо-Западного фронта в городе Вышний Волочек. В характеристике на командира полка полковника К. Ф. Рахманова отмечалось, что он неплохо справлялся с хозяйственными и организационными сторонами работы, однако «…боевой подготовкой лично не занимался, передоверяя ее своим подчиненным. К командованию полком совершенно не подготовлен. За время работы в полку ничуть не вырос и стремления к этому не имеет. С должности командира полка снят как несоответствующий по своей подготовке». После снятия с должности в октябре 1942 года убыл на учебу на курсы «Выстрел», по окончании их в январе 1943 года направлен командиром полка на Северо-Западный фронт.
По прибытии к новому месту службы был зачислен в резерв 53-й армии, затем в феврале назначен заместителем командира 86-й отдельной стрелковой бригады. С апреля 1943 года исполнял должность заместителя командира 63-й стрелковой дивизии 3-й резервной армии Ставки ВГК. В июле дивизия была включена в 21-ю армию Западного фронта и с 19 августа участвовала в Смоленской наступательной операции. В ходе ее 20 августа в районе Холм-Обереги Смоленской области полковник Рахманов был тяжело ранен и госпитализирован. После излечения с октября вернулся на прежнюю должность зам. командира 63-й стрелковой дивизии, которая в это время в составе 33-й армии вела бои на рубеже Капыревщина — Ковшичи (Смоленская обл.). Передавая свой опыт молодым командирам добился хороших результатов по боевой подготовке. Сколачивая подразделения в боевые единицы и, организовывая взаимодействия всех видов оружия, личный состав дивизии в боях с немецкими захватчиками показал образцы мужества и храбрости. Прорвав укрепленную полосу обороны противника дивизия продвинулась до 60 км, и освободила от немецких оккупантов свыше 40 населенных пунктов, в том числе город Ельня.
В январе 1944 года находился в резерве 49-й армии. С 9 февраля по 21 марта 1944 года командовал 70-й стрелковой дивизией, которая в составе 113-го стрелкового корпуса занимала оборону по реке Проня на рубеже Блажки, Поляшица. Ее части активных боевых действий не вели, занимались инженерными работами по совершенствованию оборонительного рубежа. В марте приступил к исполнению обязанностей заместителя командира этой дивизии. C 25 марта 1944 года в боях с немецкими захватчиками Рахманов показывает образцы мужества, храбрости и отваги. Выполняя задание командира дивизии на самых ответственных участках боя, находясь в боевых порядках частей проявил умение и настойчивость при выполнении боевых заданий, отлично обеспечил своим руководством форсирование реки Днепр 252-м стрелковым полком — севернее города Шклов, а также успешное проведение боя 329-м стрелковым полком в районе Трилесенка Могилевской области нанес противникуку большие потери в живой силе и технике. В бою под селом Волма, Минской области, когда был ранен командир 252 сп, Рахманов вступил в командование полком, отлично выполнил боевую задачу, полк уничтожил до 300 и взял в плен 110 вражеских солдат и офицеров, вывел полк из окружения, не потеряв боевой техники, захватив большие трофеи, особенно конского состава. В последующих боях также проявлял храбрость и отвагу.
4 июля 1944 года Указом Президиума Верховного Совета СССР полковник К. Ф. Рахманов, награжден орденом орденом Кутузова II степени.
В октябре 1944 года «за систематическое рукоприкладство по отношению к офицерскому, сержантскому и рядовому составу» приказом Военного совета 43-й армии был отстранен от занимаемой должности. С ноября 1944 года и до конца войны занимал должность командира 186-го армейского запасного стрелкового полка 43-й армии в составе 3-го, а с мая 1945 года — 2-го Белорусских фронтов. В период подготовки и проведения армией наступательных операций в направлении городов Тильзит, Лабиау, Кенигсберг (январь — апрель 1945 г.) в полку для войсковых частей было сформировано 135 маршевых рот, из них 46 — штурмовых, за что Приказом по войскам 43-й армии от 24 апреля 1945 года полковник Рахманов был награжден орденом Отечественной войны I степени.

### Послевоенное время
После войны продолжал командовать этим полком в СГВ. В августе 1945 года «за отсутствие должного порядка, организованности и развал дисциплины в полку» был отстранен от должности. До декабря находился в распоряжении Военного совета 43-й армии СГВ, а с декабря 1945 по февраль 1946 года — в распоряжении ГУК НКО. 7 февраля 1946 года полковник Рахманов уволен в запас.

## Награды
- орден Ленина (21.02.1945)[5][6]
- три ордена Красного Знамени (1923[3], 31.08.1944[7], 03.11.1944[6][8])
- орден Кутузова II степени (04.07.1944)[9]
- орден Отечественной войны I степени (24.04.1945)[10]
- орден Красной Звезды (28.09.1943)[11]

медали в том числе:
- - «XX лет Рабоче-Крестьянской Красной Армии» (1938)[7]
  - «За победу над Германией в Великой Отечественной войне 1941—1945 гг.»
  - «За взятие Кёнигсберга»